# Claes Edenberg
Claes Edenberg (före adlandet Eden), född 26 december 1598 i Lehe, död 18 december 1667 i Uppsala var en svensk handelsman och riksdagsman. Han var far till Mathias Edenberg.
Claes Edenberg var son till handelsmannen i Lehe Theis Eden. Enligt uppgifter i samband med hans begravning skall han i ungdomen trätt i tjänst hos Fredrik av Braunschweig-Lüneburg men på grund av sjukdom tvingats överge militäryrket och i stället sökt sig till handelsmannabanan. Han kom 1619 till Sverige och på 1620-talet slog han sig ned som handelsman i Uppsala. Han ägde ursprungligen en tomt vid Sankt Persgatan och inköpte där en andra tomt, på 1640-talet var han en av de första att anlägga ett nytt stenhus vid det nya Stora torget som lagts upp enligt den nya stadsplanen, och fick som belöning rättigheter att hålla öppen källare. Sina stora inkomster gjorde Edenberg genom att köpa upp spannmål i Uppland som sedan såldes vid Kopparberget mot koppar som sedan såldes till bröderna Momma, då Edenberg själv saknade rättigheter att exportera koppar. 1644-1654 var han rådman i Uppsala. Han deltog vid riksdagarna 1634 och 1650. Han adlades 1654 och hade då redan börjat placera sitt kapital i jordegendomar runt Uppsala och ägde slutligen omkring 35 hemman. Bland dessa fanns Kiplingeberg som han lät göra till sitt säteri.